# Риттерсдорф (Айфель)
Риттерсдорф (нем. Rittersdorf) — община в Германии, в земле Рейнланд-Пфальц.
Входит в состав района Айфель-Битбург-Прюм. Подчиняется управлению Битбург-Ланд. Население составляет 1444 человека (на 31 декабря 2010 года). Занимает площадь 11,87 км².